# Montagna
Pour les articles homonymes, voir Montagna (homonymie) et Montan.
Montan (en italien, Montagna) est une commune italienne d'environ 1 700 habitants située dans la province autonome de Bolzano dans la région du Trentin-Haut-Adige dans le nord-est de l'Italie. 

## Géographie
Le petit village de Montan est situé au bord du parc naturel de Trudner Horn, au milieu de magnifiques vergers et vignobles. 

## Culture
Le centre du village de Montan est caractérisé par des rues pavées et des maisons traditionnelles. L'église paroissiale date du XIIe siècle. À Montagna il y a aussi le Château d’Enn, construit par les seigneurs d'Enn en 1172. Les petits villages de Gschnon, Kaltenbrunn, Kalditsch, Glen et Pinzon appartiennent également à la municipalité de Montan. Ils sont situés sur une terrasse en pente ensoleillée. Le plateau est caractérisé par les vignobles d'où proviennent des vins de Pinot Noir du Tyrol du Sud.

## Administration
| Période                                  | Période  | Identité             | Étiquette              | Qualité |
| ---------------------------------------- | -------- | -------------------- | ---------------------- | ------- |
| 2015                                     | En cours | Monika Delvai Hilber | Südtiroler Volkspartei |         |
| Les données manquantes sont à compléter. |          |                      |                        |         |

### Hameaux
Gschnon, Kaltenbrunn, Kalditsch, Glen, Pinzon

### Communes limitrophes
Les communes limitrophes sont  Aldino, Capriana, Egna, Ora, Salorno sulla Strada del Vino, Termeno sulla Strada del Vino et Trodena nel parco naturale.